# Campeonato Europeu Júnior de Natação de 1998
O Campeonato Europeu Júnior de Natação de 1998 foi a 25ª edição do evento organizado pela Liga Europeia de Natação (LEN). A competição foi realizada entre os dias 30 de julho e 2 de agosto de 1999 em Antuérpia e Brasschaat na Bélgica. As provas de natação ocorreram em Antuérpia e as de saltos ornamentais em Brasschaat. Foi realizado um total de 42 provas tendo como destaque a Rússia com 22 medalhas no total, sendo nove de ouro.

## Participantes
- Natação: Feminino de 15 a 16 anos (1983 e 1982) e masculino de 17 a 18 anos (1981 e 1980).
- Saltos Ornamentais: Grupo A é composto por saltadores de 16, 17 e 18 anos (1982, 1981 e 1980), tanto masculino quanto feminino. Grupo B é composto por saltadores de 14 a 15 anos (1984 e 1983), tanto masculino quanto feminino.

## Medalhistas

### Natação
Os resultados foram os seguintes. 
Masculino
| Evento          | Ouro                           | Ouro     | Prata                         | Prata    | Bronze                        | Bronze   |
| 100 m Livre     | Países Baixos · Johan Kenkhuis | 4.95     | Suíça · Karel Nový            | 51.23    | Reino Unido · Bryan Morgan    | 51.31    |
| 200 m Livre     | Países Baixos · Johan Kenkhuis | 1:50.49  | Islândia · Örn Arnarson       | 1:50.63  | Reino Unido · Edward Sinclair | 1:51.05  |
| 400 m Livre     | Roménia · Dragoș Coman         | 3:55.06  | Alemanha · Heiko Hell         | 3:55.38  | Reino Unido · Edward Sinclair | 3:55.55  |
| 1500 m Livre    | Rússia · Igor Chervinsky       | 15:16.85 | Alemanha · Heiko Hell         | 15:24.11 | França · Sylvain Cross        | 15:28.37 |
| 100 m Costas    | Alemanha · Sebastian Halgasch  | 56.28    | Alemanha · Steffen Driesen    | 56.34    | Roménia · Răzvan Florea       | 56.81    |
| 200 m Costas    | Alemanha · Sebastian Halgasch  | 2:01.22  | Islândia · Örn Arnarson       | 2:01.27  | Roménia · Răzvan Florea       | 2:01.40  |
| 100 m Peito     | Rússia · Dmitrij Komornikov    | 1:02.36  | Rússia · Roman Sludnov        | 1:02.71  | Alemanha · René Kolonko       | 1:03.16  |
| 200 m Peito     | Rússia · Dmitrij Komornikov    | 2:13.42  | Reino Unido · Adam Whitehead  | 2:14.74  | Suécia · Christian Clausen    | 2:17.29  |
| 100 m Borboleta | Rússia · Anatoli Poliakov      | 54.42    | Alemanha · Sebastian Halgasch | 55.03    | Roménia · Felix Maestru       | 55.10    |
| 200 m Borboleta | Rússia · Anatoli Poliakov      | 1:58.48  | Alemanha · Kurt Böhm          | 2:01.98  | Rússia · Vladimir Bylinin     | 2:03.49  |
| 200 m Medley    | Itália · Alessio Boggiatto     | 2:04.71  | Alemanha · Kurt Böhm          | 2:06.26  | França · Baptiste Levaillant  | 2:06.27  |
| 400 m Medley    | Itália · Alessio Boggiatto     | 4:20.00  | França · Baptiste Levaillant  | 4:27.44  | Reino Unido · Darren Wegg     | 4:27.59  |
| 4x100 m Livre   | Alemanha                       | 3:26.16  | Reino Unido                   | 3:27.36  | Suécia                        | 3:30.24  |
| 4x200 m Livre   | Rússia                         | 7:29.66  | Alemanha                      | 7:31.62  | Reino Unido                   | 7:33.57  |
| 4x100 m Medley  | Alemanha                       | 3:45.06  | Rússia                        | 3:47.67  | Reino Unido                   | 3:49.43  |

Feminino
| Evento          | Ouro                          | Ouro    | Prata                          | Prata   | Bronze                         | Bronze  |
| 100 m Livre     | Roménia · Camelia Potec       | 56.57   | Países Baixos · Chantal Groot  | 56.79   | Reino Unido · Melanie Marshall | 56.85   |
| 200 m Livre     | Roménia · Camelia Potec       | 2:00.70 | Itália · Sara Parise           | 2:02.33 | Suécia · Sandra Steffensen     | 2:03.53 |
| 400 m Livre     | Roménia · Camelia Potec       | 4:13.57 | Alemanha · Hannah Stockbauer   | 4:14.58 | Rússia · Tatiana Mikhailova    | 4:16.17 |
| 800 m Livre     | Alemanha · Hannah Stockbauer  | 8:37.17 | Rússia · Tatiana Mikhailova    | 8:38.76 | Reino Unido · Rebecca Cooke    | 8:50.98 |
| 100 m Costas    | Chéquia · Alena Nyvltova      | 1:02.59 | Reino Unido · Melanie Marshall | 1:03.89 | Itália · Alessandra Cappa      | 1:03.98 |
| 200 m Costas    | Roménia · Raluca Udroiu       | 2:15.93 | Hungria · Katalin Ferenczi     | 2:16.21 | Grécia · Ekaterini Bliamou     | 2:17.50 |
| 100 m Peito     | Ucrânia · Inna Nikitina       | 1:11.81 | Rússia · Ekaterina Kormacheva  | 1:12.09 | Rússia · Yelena Bogomazova     | 1:12.36 |
| 200 m Peito     | Rússia · Ekaterina Kormacheva | 2:29.76 | Ucrânia · Yana Klochkova       | 2:31.20 | Rússia · Yelena Bogomazova     | 2:32.04 |
| 100 m Borboleta | Países Baixos · Chantal Groot | 1:01.20 | Hungria · Dora Jakab           | 1:02.05 | Alemanha · Janina Pietsch      | 1:02.31 |
| 200 m Borboleta | Itália · Veronica Rodà        | 2:13.74 | Suécia · Sara Nordenstam       | 2:15.46 | Hungria · Ida Katatics         | 2:16.83 |
| 200 m Medley    | Ucrânia · Yana Klochkova      | 2:15.63 | Alemanha · Annika Melhorn      | 2:18.60 | Grécia · Artemis Dafnis        | 2:19.41 |
| 400 m Medley    | Ucrânia · Yana Klochkova      | 4:41.70 | Suécia · Sara Nordenstam       | 4:52.72 | Grécia · Artemis Dafnis        | 4:53.69 |
| 4x100 m Livre   | Alemanha                      | 3:47.32 | Suécia                         | 3:50.72 | Itália                         | 3:51.62 |
| 4x200 m Livre   | Alemanha                      | 8:14.23 | Rússia                         | 8:20.86 | Suécia                         | 8:21.93 |
| 4x100 m Medley  | Rússia                        | 4:15.60 | Hungria                        | 4:17.52 | Ucrânia                        | 4:18.63 |

### Saltos ornamentais

#### Grupo A
Masculino
| Evento                     | Ouro                         | Ouro   | Prata                        | Prata  | Bronze                         | Bronze |
| Trampolim 1 m individual   | Rússia · Aleksandr Dobroskok | 448.30 | Itália · Simone Di Santo     | 422.65 | Alemanha · Benjamin Langer     | 413.40 |
| Trampolim 3 m individual   | Ucrânia · Dmytro Lysenko     | 496.25 | Rússia · Sergei Kuchmasov    | 494.40 | Itália · Simone Di Santo       | 487.20 |
| Plataforma 10 m individual | Hungria · András Hajnal      | 491.60 | Reino Unido · Blake Aldridge | 468.15 | Reino Unido · Peter Waterfield | 466.30 |

Feminino
| Evento                     | Ouro                            | Ouro   | Prata                      | Prata  | Bronze                    | Bronze |
| Trampolim 1 m individual   | Países Baixos · Lisette Planken | 363.20 | Suécia · Anna Lindberg     | 363.15 | Alemanha · Silvia Golle   | 357.55 |
| Trampolim 3 m individual   | Suécia · Anna Lindberg          | 467.35 | Alemanha · Silvia Golle    | 438.90 | Alemanha · Eissrich       | 422.30 |
| Plataforma 10 m individual | Ucrânia · Svitlana Serbina      | 406.65 | Rússia · Natalia Oumyskova | 380.60 | Alemanha · Olivia Maresch | 356.60 |

#### Grupo B
Masculino
| Evento                     | Ouro                        | Ouro   | Prata                        | Prata  | Bronze                       | Bronze |
| Trampolim 1 m individual   | Itália · Cristopher Sacchin | 341.55 | Ucrânia · Fedorchuk          | 331.00 | Alemanha · Philipp Riemann   | 319.15 |
| Trampolim 3 m individual   | Polónia · Dariusz Górniak   | 367.55 | Itália · Christopher Sacchin | 365.15 | Ucrânia · Yuri Shlyakhov     | 336.65 |
| Plataforma 10 m individual | Ucrânia · Fedorchuk         | 352.50 | Rússia · Vasiliev            | 342.70 | Rússia · Aleksandr Dobroskok | 340.00 |

Feminino
| Evento                     | Ouro                        | Ouro   | Prata                    | Prata  | Bronze                    | Bronze |
| Trampolim 1 m individual   | Reino Unido · Sarah Soo     | 319.60 | Hungria · Nóra Barta     | 313.80 | Alemanha · Ulrike Kulessa | 306.85 |
| Trampolim 3 m individual   | Hungria · Nóra Barta        | 333.40 | Reino Unido · Sarah Soo  | 332.75 | Itália · Maria Marconi    | 323.75 |
| Plataforma 10 m individual | Itália · Valentina Marocchi | 385.85 | Roménia · Luiza Nemteanu | 279.35 | Alemanha · Stever         | 273.10 |

## Quadro de medalhas
| Ordem | País          | Medalha de ouro | Medalha de prata | Medalha de bronze | Total |
| ----- | ------------- | --------------- | ---------------- | ----------------- | ----- |
| 1     | Rússia        | 9               | 8                | 5                 | 22    |
| 2     | Alemanha      | 7               | 10               | 9                 | 26    |
| 3     | Ucrânia       | 6               | 2                | 2                 | 10    |
| 4     | Itália        | 5               | 3                | 4                 | 12    |
| 5     | Roménia       | 5               | 1                | 3                 | 9     |
| 6     | Países Baixos | 4               | 1                | 0                 | 5     |
| 7     | Hungria       | 2               | 4                | 1                 | 7     |
| 8     | Reino Unido   | 1               | 5                | 9                 | 15    |
| 9     | Suécia        | 1               | 4                | 4                 | 9     |
| 10    | Chéquia       | 1               | 0                | 0                 | 1     |
| 10    | Polónia       | 1               | 0                | 0                 | 1     |
| 12    | Islândia      | 0               | 2                | 0                 | 2     |
| 13    | França        | 0               | 1                | 2                 | 3     |
| 14    | Suíça         | 0               | 1                | 0                 | 1     |
| 15    | Grécia        | 0               | 0                | 3                 | 3     |
| Total | Total         | 42              | 42               | 42                | 126   |